# Gobipalpa inexpectata
Gobipalpa inexpectata är en fjärilsart som beskrevs av Povolny 1973. Gobipalpa inexpectata ingår i släktet Gobipalpa och familjen stävmalar. Inga underarter finns listade i Catalogue of Life.